# 西拉斯·卡通帕·姆文帕
西拉斯·卡通帕·姆文帕（法語：Silas Katompa Mvumpa；1998年10月6日—），是一名刚果足球运动员，场上司职前锋，目前效力于德甲球队斯图加特。

## 俱乐部生涯

### 早期生涯
西拉斯最早在民主刚果首都金沙萨的马泰泰奥林匹克踢球。在他17岁那年，他的精彩表现令他收到了来自法国球队阿莱的邀请，他在那里效力了一个赛季，并在随后一年转会加盟法乙球队巴黎FC。西拉斯在2018年8月31日上演了转会新东家后的首秀，在巴黎FC与特鲁瓦的比赛中登场，帮助球队2-0取胜。2018年9月11日，巴黎FC官方宣布，西拉斯与球队签下了他的第一份职业合同，为期3年。

### 斯图加特
2019年8月13日，西拉斯与彼时刚刚降级的德乙球队斯图加特签约5年，并在斯图加特升级的征程中发挥了巨大的作用，在他的前11场比赛中交出了7球3助攻的亮眼表现。

## 荣誉
个人
- 德甲月度最佳新秀：2020年11月、12月[6]